# 오베르뉴어

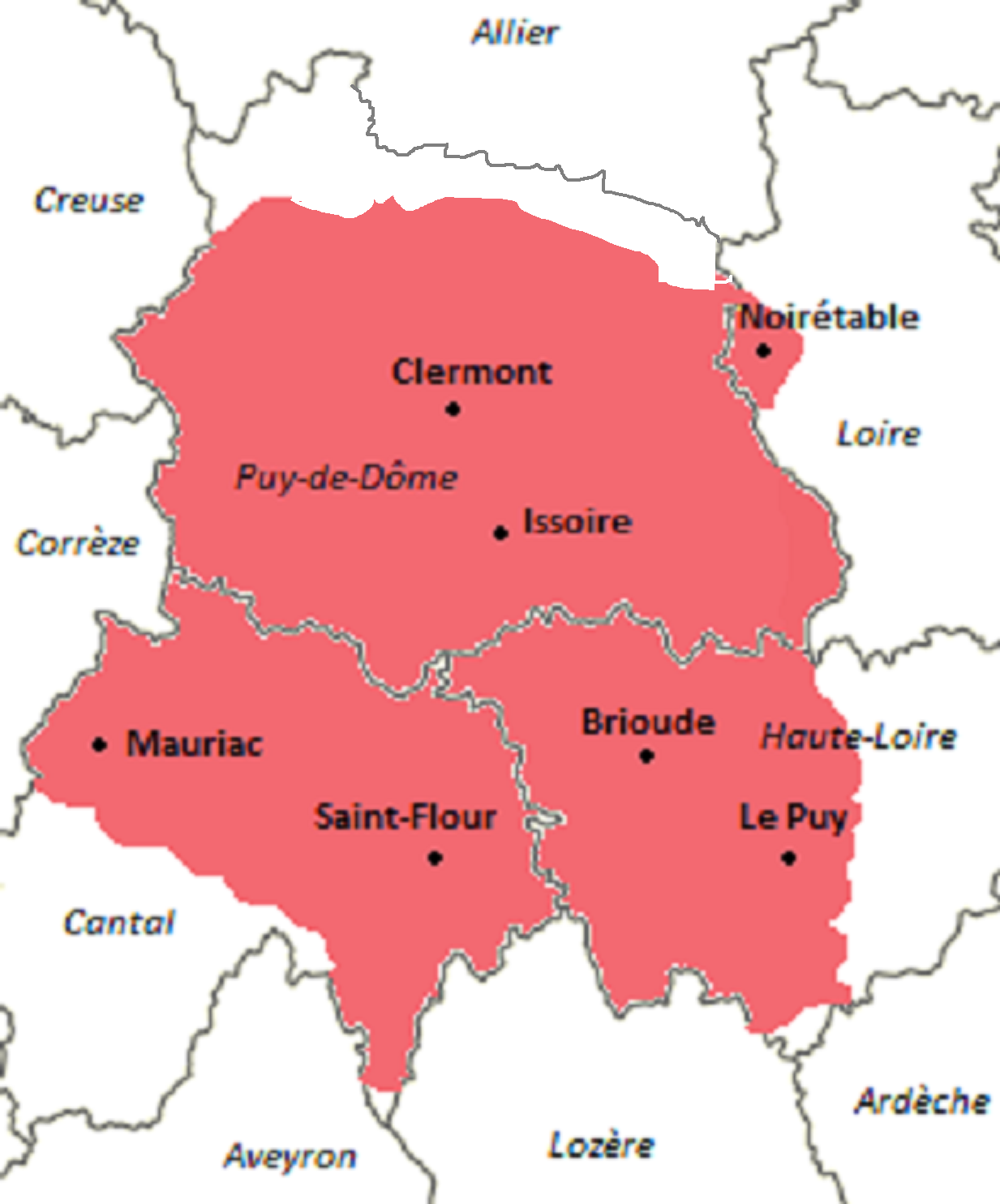

오베르냐어(Auvernhat)는 오베르뉴 일대에서 사용되는 오크어의 방언이다.

## 같이 보기
- 프랑스의 언어
- 오크어